# Femme Fatale (album Britney Spears)
Femme Fatale – siódmy album studyjny amerykańskiej piosenkarki Britney Spears.
Został on wydany 25 marca 2011 roku, a trzy dni później w Polsce. Był nagrywany między 2009 a 2011, a największy wkład w jego produkcji mieli Dr. Luke i Max Martin. Stylistyka albumu była opisywana jako niepodobna do wcześniejszych dokonań Spears. Na płycie dominują style takie jak pop-rock, pop i dance.
Femme Fatale spotkał się z pozytywnymi recenzjami krytyków, którzy często porównywali go do albumu Blackout (2007). Oprócz tego, płyta spotkała się z sukcesem komercyjnym, w większości krajów plasując się w pierwszej dziesiątce lokalnej listy sprzedaży. W kilku z nich (m.in. w USA, Australii i Kanadzie) krążek dotarł do pierwszego miejsca notowania, natomiast w Polsce do siedemnastego. W czerwcu 2011 rozpocznie się światowa trasa koncertowa promująca album, Femme Fatale Tour. Do tej pory płytę promowano trzema singlami; pierwszy z nich, "Hold It Against Me", był numerem jeden m.in. w Stanach i Kanadzie, z kolei drugi, "Till the World Ends", znalazł się na trzecim miejscu listy Billboard Hot 100. Na trzeci singel został wybrany utwór "I Wanna Go", do którego pod koniec maja został nakręcony teledysk. Britney, po minionej gali MTV Video Music Awards 2011
gdzie Fani i Gwiazdy złożyli jej hołd, udzieliła specjalnego wywiadu dla MTV, w którym oznajmiła, iż
była bardzo zafascynowana występem. Wyznała także, że 4 singlem z płyty będzie piosenka "Criminal".

## Geneza
W rozmowie z Rap Up, odbytej w czerwcu 2010, Danja potwierdził swój udział w pre-produkcji siódmego albumu Spears. W sierpniu tego samego roku Darkchild powiedział stronie Ustream: „Fani Britney powinni być za parę tygodni bardzo zadowoleni”, mając na myśli nową muzykę. Zostało to zdementowane przez menadżera artystki, Adama Lebera, który powiedział: „Obecnie żadnych nowości muzycznych... Jesteście wprowadzani w błąd (...). Pracujący nad nową płytą Brit nic o niej nie mówią”. Później, w rozmowie z Entertainment Weekly, Leber nazwał brzmienie albumu „progresywnym” i „nowym w stosunku do wcześniejszych nagrań [Spears]”. W listopadzie Dr. Luke potwierdził, że wraz z Maxem Martinem są producentami wykonawczymi albumu. 12 listopada Britney napisała na Twitterze, że nagrała z nimi „potwora”.
2 grudnia 2010 roku, czyli w dniu swoich 29. urodzin, Spears podziękowała fanom za życzenia i napisała: „Już prawie skończyłam prace nad nowym albumem, który ukaże się w marcu. Jestem w nim zakochana!”. 14 stycznia 2011, w wywiadzie z MTV News, Danja skomentował, że prace nadal trwają, a twórcy płyty w trakcie spotkania w 2010 „chcieli, by brzmienie nawiązywało do stylistyki urban, było efektowne, niezbyt taneczne, ale jednak podobne [do dance'u]”. 2 lutego Luke powiedział w wywiadzie do czasopisma "Rolling Stone", że ostateczna lista utworów nie została jeszcze ustalona. Tego samego dnia Spears potwierdziła tytuł albumu, Femme Fatale, i udostępniła jego okładkę, jak również oświadczenie:

Przez ostatnie dwa lata włożyłam w ten album całe swoje serce i duszę. Włożyłam w niego wszystko, co mam. Ta płyta jest dla was, moich fanów, którzy zawsze mnie wspierali i trzymali się mnie na każdym kroku. Kocham was wszystkich! Seksowna i mocna. Niebezpieczna i tajemnicza. Spokojna i śmiała! FEMME FATALE.

## Nagrywanie
W wywiadzie z magazynem V Spears powiedziała, że pracowała nad Femme Fatale dwa lata. Piosenkarka chciała, by album brzmiał „świeżo (...) i był przeznaczony do zabawy w klubie lub słuchania w drodze na imprezę w samochodzie, w celu podniecenia cię, ale by był również czymś zupełnie innym w stosunku do tego, co nagrywałam do tej pory”. Oprócz tego powiedziała, że chciała, by album ten był różny w porównaniu z jej poprzednim, Circus (2008) i całościowo spójny. Po napisaniu piosenki "Hold It Against Me" przez Luke’a i Martina, mężczyźni chcieli zaoferować ją wokalistce Katy Perry, ale stwierdzili, że jest ona zupełnie nie w jej stylu. Kontynuowali pracę nad utworem z Billboardem, a przed zaprezentowaniem go Spears Luke chciał „upewnić się, że jest on zupełnie inny niż jej wcześniejsze nagrania”. Darkchild powiedział, że Spears współpracując z nim była bardzo praktyczna i miała dla niego wiele propozycji. Później dodał, że wyprodukował dwie piosenki na płytę, w tym jedną z gościnnym udziałem Travisa Barkera, która „brzmiała rockowo i nieszablonowo, wykraczając poza normy moje i [Britney]”.
8 lutego 2011 roku Spears napisała na Twitterze, że jest właśnie w studiu z will.i.am, a on później opisał ich kolaborację nad utworem "Big Fat Bass" jako „potwora. [Piosenka] jest nikczemna, masywna, ostra, na zupełnie nowym poziomie (...). [Britney] śpiewa w niej niezwykle świeżo. Dzisiejsza [muzyka] potrzebuje czegoś takiego”. Spears wypowiedziała się później, że jest fanką Black Eyed Peas (zespołu, w którym will.i.am występuje) i chętnie współpracowałaby z nim ponownie w przyszłości. Sabi, czyli debiutującą piosenkarkę śpiewającą gościnnie w "(Drop Dead) Beautiful" poznała dzięki swoim przyjaciołom. Oprócz tego, William Orbit wraz z Klasem Åhlunddem stworzyli dla Britney jedną piosenkę na album, która ostatecznie się na nim nie znalazła. Na początku lutego Luke wypowiedział się w wywiadzie do "Rolling Stone" na temat stylistyki albumu i powiedział, że oficjalna lista utworów nie została jeszcze ustalona; „Jesteśmy jeszcze w trakcie prac (...). Pracujemy z mnóstwem producentów i staramy się wraz z A&R, wytwórnią i managementem Britney stworzyć coś spójnego”.

## Stylistyka
10 lutego Spears opisała stylistykę Femme Fatale jako „nastrojowy, ostry pop z MNÓSTWEM energii”, pisząc też o „kilku spokojniejszych [utworach], które można by nazwać balladami”. W wywiadzie z V powiedziała: „Chciałam zrobić dziką, taneczną płytę, na której każda piosenka wprowadza w chęć ruszania ciałem na różne sposoby. Tego właśnie chcę słuchając muzyki. Ten album jest przeznaczony do zabawy w klubie lub słuchania przed rozpoczęciem imprezy. To zdecydowanie moje najostrzejsze i najdojrzalsze brzmienie (...). Na płycie są utwory, które brzmią zupełnie inaczej niż wszystko inne i są rewolucyjne, choć wierzę, że album ten wyraża to, gdzie właśnie jestem i jest ewolucją tego, kim jestem (...). Myślę, że Femme Fatale mówi sam za siebie (...). Wydaje mi się, iż jest to mój najlepszy album. Nie ma już nic do dopowiedzenia. Pozwolę, by to muzyka mówiła za mnie”. Krytycy zwracali uwagę na dominację stylów takich jak electropop i dance-pop na owym albumie. 

## Single
- "Hold It Against Me" – został wydany jako pierwszy singel z albumu 11 stycznia 2011 roku. Teledysk do utworu miał premierę 17 lutego 2011 roku na kanale MTV. Teledysk ukazuje Spears jako cudzoziemkę, która znajduje sławę na Ziemi, ale staje się nią przytłoczona, więc się rozpada. "Hold It Against Me" stał się czwartym singlem numer jeden na liście Billboard Hot 100. Piosenka stała się numerem jeden w sześciu innych krajach i znalazła się w pierwszej dziesiątce w ponad dwunastu krajach na całym świecie.
- "Till the World Ends" – został wydany jako drugi singiel. Piosenka miała swoją premierę na audycji radiowej On Air With Ryan Seacrest. Piosenka otrzymała pozytywne recenzje od krytyków. Teledysk do "Till The World Ends" został wydany w dniu 6 kwietnia 2011 roku na VEVO i ukazuje Spears na podziemnym dance party. "Till The World Ends" znajduje się na czele list przebojów w Polsce i Korei Południowej, natomiast znalazł się w pierwszej dziesiątce w USA, Australii, Kanadzie i dziewięciu innych krajach. Piosenka stała się również największym radiowym hitem Spears w Stanach Zjednoczonych.
- "I Wanna Go" – został wydany jako trzeci singiel 13 maja 2011 roku. Utwór otrzymał w większości pozytywne recenzje od krytyków. Teledysk do "I Wanna Go" miał premierę w dniu 22 czerwca 2011 r. Przedstawia on Spears, która zaczyna marzyć na konferencji prasowej o tym, aby sprzeciwiła się fotografom. "I Wanna Go" do tej pory osiągnął znalazł się na pozycji pierwszej w Korei Południowej, pozycji ósmej w Kanadzie, siódmej w Stanach Zjednoczonych, a także znalazł się w pierwszej czterdziestce w Nowej Zelandii, Francji, Danii i Australii. Gdy "I Wanna Go" osiągnął numer siedem w USA, album Femme Fatale się pierwszym albumem Spears, z którego wydano trzy pierwszej single, które znalazły się w pierwszej dziesiątce hitów.
- "Criminal" - został ogłoszony jako czwarty singel z albumu po 2011 MTV Video Music Awards 28 sierpnia 2011 roku. W sierpniu 2011 roku na Facebooku, Spears zamieściła ankietę, w której poprosiła fanów o wybranie czwartego singla z płyty Femme Fatale. Do wyboru były piosenki "Criminal", "(Drop Dead) Beautiful" i "Inside Out". "Criminal" wygrał ankietę z przewagą 39.160 głosów. Wyniki zostały opublikowane 30 września 2011 roku. Teledysk do piosenki został nakręcony w Stoke Newington; w jednej z dzielnic Londynu.

## Lista utworów
| #                         | Tytuł                                    | Autorzy                                                                 | Produkcja                            | Czas |
| ------------------------- | ---------------------------------------- | ----------------------------------------------------------------------- | ------------------------------------ | ---- |
| 1.                        | "Till the World Ends"                    | Alexander Kronlund, Kesha, Dr. Luke, Max Martin                         | Dr. Luke, Martin, Billboard          | 3:57 |
| 2.                        | "Hold It Against Me"                     | Dr. Luke, Martin, Mathieu Jomphe, Bonnie McKee                          | Dr. Luke, Martin, Billboard          | 3:49 |
| 3.                        | "Inside Out"                             | Dr. Luke, Martin, Jomphe, McKee                                         | Dr. Luke, Martin, Billboard          | 3:38 |
| 4.                        | "I Wanna Go"                             | Martin, Savan Kotecha, Karl Schuster                                    | Martin, Shellback                    | 3:30 |
| 5.                        | "How I Roll"                             | Bloodshy & Avant, Henrik Jonback, Magnus Lidehäll, Nicole Morier, McKee | Bloodshy, Jonback, Magnus            | 3:36 |
| 6.                        | "(Drop Dead) Beautiful" (featuring Sabi) | Ester Dean, Jeremy Coleman, Jomphe, Benjamin Levin, Ammo                | Benny Blanco, Ammo, JMIKE, Billboard | 3:36 |
| 7.                        | "Seal It with a Kiss"                    | Martin, Henry Walter, Dr. Luke, McKee                                   | Dr. Luke, Martin, Dream Machine      | 3:26 |
| 8.                        | "Big Fat Bass" (featuring will.i.am)     | will.i.am                                                               | will.i.am                            | 4:44 |
| 9.                        | "Trouble 4 Me"                           | Heather Bright, Fraser T. Smith, Livvi Franc                            | Smith                                | 3:19 |
| 10.                       | "Trip 2 Yr Heart"                        | Karlsson, Jonback, Lidehäll, Winnberg, Morier, Sophie Stern             | Bloodshy, Jonback, Magnus            | 3:33 |
| 11.                       | "Gasoline"                               | Emily Wright, Martin, Dr. Luke, McKee, Levin, Claude Kelly              | Dr. Luke, Benny Blanco               | 3:08 |
| 12.                       | "Criminal"                               | Tiffany Amber, Martin, Schuster                                         | Martin, Shellback                    | 3:45 |
| EDYCJA SPECJALNA          |                                          |                                                                         |                                      |      |
| 13.                       | "Up n' Down"                             | Martin, Kotecha, Schuster                                               | Martin, Shellback, Oligee            | 3:42 |
| 14.                       | "He About 2 Lose Me"                     | Rodney Jerkins, Ina Wroldsen                                            | Darkchild                            | 3:48 |
| 15.                       | "Selfish"                                | Stargate, Sandy Wilhelm, Dean, Traci Hale                               | Stargate, Sandy Vee                  | 3:43 |
| 16.                       | "Don't Keep Me Waiting"                  | Jerkins, Thomas Lumpkins, Michaela Shiloh                               | Darkchild                            | 3:21 |
| JAPOŃSKA EDYCJA SPECJALNA |                                          |                                                                         |                                      |      |
| 17.                       | "Scary"                                  | Britney Spears, Smith, Kasia Livingston                                 | Smith                                |      |

Źródło:

## Sprzedaż
| Państwo           | Notowanie (2011)             | Pozycja | Sprzedaż albumu | Certyfikat      |
| ----------------- | ---------------------------- | ------- | --------------- | --------------- |
| Brazylia          | Brazilian Albums Chart       | 1       | 50,000+         | Złota Płyta     |
| Kanada            | Top 100 Albums in Canada     | 1       | 80,000+         | Platynowa Płyta |
| Meksyk            | Mexican Top 100 Albums Chart | 1       | 30,000+         | Złota Płyta     |
| Stany Zjednoczone | U.S. Billboard 200           | 1       | 1.000.000+      | Platynowa Płyta |
| Australia         | Australian ARIA Albums Chart | 1       | 35,000+         | Złota Płyta     |
| Rosja             | IFPI Rusia                   | 1       | 10,000+         | Złota Płyta     |
| Francja           | France Albums Chart          | 4       | 50,000+         | Złota Płyta     |
| Czechy            | Czech Republic Albums Chart  | 5       | 3,000+          | Złota Płyta     |
| Wielka Brytania   | UK Top Albums                | 8       | 100,000+        | Złota Płyta     |
| Świat             | United World Chart           | 2       | 2,000,000+      |                 |

## Personel
- Tiffany Amber – kompozycje
- Ammo – instrumentarium, produkcja, programowanie, wokale wspierające
- Beatriz Artola – Inżynieria dźwięku
- Stacey Barnett – wokale wspierające
- Billboard – instrumentarium, produkcja, programowanie
- Benny Blanco – instrumentarium, produkcja, programowanie, wokale wspierające
- Sophia Block – wokale wspierające
- Christian Karlsson – instrumentarium, produkcja, programowanie, produkcja wokalu
- Heather Bright – kompozycje, wokale wspierające
- Jeremy Coleman – kompozycje
- Joshua Coleman – kompozycje
- Tom Coyne – mastering
- Esther Dean – kompozycje, wokale wspierające
- Megan Dennis – koordynacja produkcji
- DJ Ammo – programowanie perkusji, syntezatory
- Dr. Luke – produkcja wykonawcza, instrumentarium, produkcja, programowanie, wokale wspierające
- Dream Machine – instrumentarium, produkcja, programowanie
- Dylan Dresdow – miksowanie
- Eric Eylands – asystencja inżynieria dźwięku
- Ashton Foster – wokale wspierające
- Livvi Franc – kompozycje, wokale wspierające
- Fraser T. Smith – kompozycje, programowanie perkusji, instrumenty klawiszowe, produkcja
- Serban Ghenea – miksowanie
- Clint Gibbs – koordynacja produkcji
- Aniela Gottwald – asystencja
- Tatiana Gottwald – asystencja
- Venza Gottwald – asystencja
- John Hanes – inżynieria dźwięku, miksowanie
- Jeri Heiden – dyrekcja artystyczna
- Jacob Kasher Hindlin – kompozycje
- Sam Holland – inżynieria dźwięku, wokale wspierające
- J-MIKE – instrumentarium, produkcja, programowanie, wokale wspierające
- Cri$tyle Johnson – wokale wspierające
- Mathieu Jomphe – kompozycje
- Henrik Jonback – kompozycje, instrumentarium, produkcja, programowanie, produkcja wokalu
- Claude Kelly – kompozycje, wokale wspierające
- Padraic Kerin – inżynieria dźwięku
- Savan Kotecha – kompozycje
- Alexander Kronlund – kompozycje, instrumentarium, programowanie
- Adam Leber – A&R
- Benjamin Levin – kompozycje
- Jeremy "J Boogs" Levin – asystencja
- Magnus Lidehäll – kompozycje
- Magnus – instrumentarium, produkcja, programowanie, produkcja wokalu
- Myah Marie – wokale wspierające
- Max Martin – kompozycje, inżynieria dźwięku, produkcja wykonawcza, instrumentarium, instrumenty klawiszowe, produkcja, programowanie, wokale wspierające
- Bonnie McKee – kompozycje, wokale wspierające
- Nicole Morier – kompozycje, wokale wspierające
- Jackie Murphy – dyrekcja kreatywna
- Rob Murray – asystencja
- Chris "Tek" O’Ryan – inżynieria dźwięku
- Chau Phan – wokale wspierające
- Irene Richter – koordynacja produkcji
- Tim Roberts – asystencja inżynieria dźwięku, asystencja miksowania
- Patrizia Rogosch – wokale wspierające
- Larry Rudolph – A&R
- Kesha Sebert – kompozycje
- Sheelback – inżynieria dźwięku, gitary, instrumenty klawiszowe, produkcja
- Shellback – bas, kompozycje, inżynieria dźwięku, gitary, instrumenty klawiszowe, produkcja
- Nick Steinhardt – dyrekcja artystyczna, projektowanie
- Sophie Stern – kompozycje
- Ryan Supple – produkcja zdjęć
- Peter Thea – A&R
- Dave Thomas – stylista
- Henry Walter – kompozycje
- will.i.am – kompozycje, programowanie perkusji, inżynieria dźwięku, pianino, produkcja, syntezatory
- Pontus Winnberg – kompozycje
- Emily Wright – kompozycje, inżynieria dźwięku, produkcja wokalu

Źródło:

## Notowania
| Lista                           | Najwyższa pozycja |
| ------------------------------- | ----------------- |
| Argentina Albums Chart          | 2                 |
| Australian Albums Chart         | 1                 |
| Austrian Albums Chart           | 10                |
| Belgian Album Chart (Flanders)  | 8                 |
| Belgian Album Chart (Wallonia)  | 5                 |
| Brazilian Albums Chart          | 1                 |
| Canadian Albums Chart           | 1                 |
| Czech Republic Albums Chart     | 5                 |
| Danish Albums Chart             | 8                 |
| Dutch Albums Chart              | 7                 |
| Finnish Albums Chart            | 7                 |
| France Albums Chart             | 4                 |
| German Albums Chart             | 10                |
| Greek Albums Chart              | 4                 |
| Hungarian Albums Chart          | 6                 |
| Irish Albums Chart              | 4                 |
| Italian Albums Chart            | 4                 |
| Billboard Japanese Albums Chart | 9                 |
| Oricon Albums Chart             | 8                 |
| Mexican Albums Chart            | 1                 |
| New Zealand Albums Chart        | 3                 |
| Norwegian Albums Chart          | 3                 |
| Polish Albums Chart             | 17                |
| Portuguese Albums Chart         | 4                 |
| Russian Albums Chart            | 1                 |
| Scotland Albums Chart           | 10                |
| South Korean Albums Chart       | 1                 |
| Spanish Albums Chart            | 4                 |
| Swedish Albums Chart            | 5                 |
| Swiss Albums Chart              | 2                 |
| UK Albums Chart                 | 8                 |
| US Billboard 200                | 1                 |

## Historia wydania
| Kraj            | Data             | Format               | Wytwórnia    | Edycje                                   |
| --------------- | ---------------- | -------------------- | ------------ | ---------------------------------------- |
| Holandia        | 25 marca 2011    | CD                   | Sony Music   | Deluxe                                   |
| Dania           | 25 marca 2011    | CD                   | Sony Music   | Standardowa, Deluxe (z próbką perfum)    |
| Norwegia        | 25 marca 2011    | CD                   | Sony Music   | Deluxe                                   |
| Australia       | 25 marca 2011    | CD                   | Sony Music   | Deluxe                                   |
| Szwecja         | 25 marca 2011    | CD                   | Sony Music   | Deluxe                                   |
| Niemcy          | 25 marca 2011    | CD                   | Sony Music   | Standard, Deluxe                         |
| Grecja          | 28 marca 2011    | CD, digital download | Sony Music   | Standard, Deluxe                         |
| Hongkong        | 28 marca 2011    | CD                   | Sony Music   | Deluxe                                   |
| Meksyk          | 28 marca 2011    | CD                   | Sony Music   | Deluxe                                   |
| Nowa Zelandia   | 28 marca 2011    | CD                   | Sony Music   | Standardowa, Deluxe, Digipak             |
| Polska          | 28 marca 2011    | CD                   | Sony Music   | Eco, Standardowa, Deluxe                 |
| RPA             | 28 marca 2011    | CD                   | Sony Music   | Deluxe                                   |
| Wielka Brytania | 28 marca 2011    | CD                   | RCA Records  | Deluxe (z próbką perfum)                 |
| Brazylia        | 28 marca 2011    | Digital download     | Sony Music   | Standardowa, Deluxe                      |
| USA             | 29 marca 2011    | CD, digital download | Jive Records | Standardowa, Deluxe                      |
| Brazylia        | 29 marca 2011    | CD                   | Sony Music   | Standardowa                              |
| Filipiny        | 29 marca 2011    | CD                   | Sony Music   | Deluxe                                   |
| Malezja         | 29 marca 2011    | CD                   | Sony Music   | Deluxe                                   |
| Tajwan          | 29 marca 2011    | CD                   | Sony Music   | Deluxe                                   |
| Finlandia       | 30 marca 2011    | CD                   | Sony Music   | Deluxe                                   |
| Tajlandia       | 31 marca 2011    | CD                   | Sony Music   | Standardowa (Jewel Case wraz z plakatem) |
| Japonia         | 6 kwietnia 2011  | CD                   | Sony Music   | Deluxe                                   |
| USA             | 22 kwietnia 2011 | CD                   | Jive Records | Premium Fan                              |
| USA             | 27 czerwca 2011  | CD                   | Jive Records | Deluxe (Jewel case)                      |
| Brazylia        | 18 lipca 2011    | CD                   | Sony Music   | Deluxe (Jewel case)                      |